# Patrick Carpentier
Patrick Carpentier (LaSalle (Québec), 13 augustus 1971) is een Canadees autocoureur. Hij reed vanaf 1997 acht jaar in de Champ Car series en in 2005 een seizoen in de IndyCar Series.

## Carrière
Carpentier werd in 1996 kampioen van het Atlantic Championship, de opstapklasse van de Amerikaanse formuleracing autosport. In 1997 maakte hij de overstap naar de Champ Car series en werd dat jaar tweede in de race op het circuit van Madison, zijn beste resultaat dat jaar. Hij kreeg ook de titel Rookie of the Year (beste nieuweling). Zijn eerste overwinning kwam er in het seizoen van 2001, op de Motor Speedway van Michigan. In 2002 won hij de races in Cleveland en Lexington en werd derde in de eindstand van het kampioenschap. In 2003 won hij de race in Monterey en werd vijfde in het kampioenschap, maar stond dat jaar in de schaduw van zijn land- en teamgenoot Paul Tracy, die het kampioenschap won. Het volgende seizoen was zijn laatste in de Champ Car series. Hij won opnieuw de race in Monterey en haalde nog vijf andere podiumplaatsen en werd uiteindelijk derde in het kampioenschap.
In 2005 maakte hij de overstap naar de IndyCar Series en ging hij rijden voor het team van Eddie Cheever. Hij behaalde twee podiumplaatsen en werd tiende in de eindstand. Het was meteen ook zijn laatste jaar in het IndyCarkampioenschap. In 2006 reed hij het Canadese stockcarkampioenschap en een jaar later de Rolex Sports Car Series, waar hij Milka Duno als teamgenoot had. Sinds 2007 rijdt hij in de NASCAR Sprint Cup en de NASCAR Nationwide Series.

## Resultaten
Champ Car-resultaten (aantal gereden races, aantal maal in de top 5 van een race, eindpositie kampioenschap en punten)
| Jaar | Races | 1ste | 2de | 3de | 4de | 5de | Rang | Ptn |
| ---- | ----- | ---- | --- | --- | --- | --- | ---- | --- |
| 1997 | 14    | -    | 1   | -   | -   | -   | 17   | 27  |
| 1998 | 19    | -    | -   | -   | -   | -   | 19   | 27  |
| 1999 | 19    | -    | 1   | -   | -   | -   | 13   | 61  |
| 2000 | 17    | -    | 1   | 1   | 1   | 4   | 11   | 101 |
| 2001 | 20    | 1    | 1   | 2   | 0   | 1   | 10   | 91  |
| 2002 | 19    | 2    | 1   | 2   | 2   | 3   | 3    | 157 |
| 2003 | 18    | 1    | 1   | 2   | 1   | 3   | 5    | 146 |
| 2004 | 14    | 1    | 2   | 2   | 3   | -   | 3    | 266 |

IndyCar Series resultaten (aantal gereden races, aantal maal in de top 5 van een race, eindpositie kampioenschap en punten)
| Jaar | Races | 1ste | 2de | 3de | 4de | 5de | Rang | Ptn |
| ---- | ----- | ---- | --- | --- | --- | --- | ---- | --- |
| 2005 | 17    | -    | -   | 2   | 1   | -   | 10   | 376 |